# ۳۲ جی مار باریک
۳۲ G. مار باریک یک ستاره است که در صورت فلکی  قرار دارد.